# Turchia ai Giochi della VIII Olimpiade
La Turchia partecipò ai Giochi della VIII Olimpiade, svoltisi a Parigi dal 4 maggio al 27 luglio 1924,  
con una delegazione di 22 atleti impegnati in 5 discipline,
senza aggiudicarsi medaglie.

## Risultati

### Calcio
| Atleta | Classifica |                    |
| --- | --- | ------------------ |
| V · D · M Nazionale turca · Calcio ai Giochi Olimpici Estivi 1924 P Akbay · P Kaleci · D Atak · D Çağatay · D Gençay · D Ruhi · C Arslan · C Bekdik · C Göktulga · C Kalpakçıoğlu · C Kelle · C Uluğ · A Arca · A Baydar · A Gürsoy · A Leblebi · A Peykoğlu · A Refet · A Rona · A Sporel · CT : Hunter | 17° |                    |
| Nazionale turca · Calcio ai Giochi Olimpici Estivi 1924 | |                    |
| P Akbay · P Kaleci · D Atak · D Çağatay · D Gençay · D Ruhi · C Arslan · C Bekdik · C Göktulga · C Kalpakçıoğlu · C Kelle · C Uluğ · A Arca · A Baydar · A Gürsoy · A Leblebi · A Peykoğlu · A Refet · A Rona · A Sporel · CT: Hunter                                                                    | P Akbay · P Kaleci · D Atak · D Çağatay · D Gençay · D Ruhi · C Arslan · C Bekdik · C Göktulga · C Kalpakçıoğlu · C Kelle · C Uluğ · A Arca · A Baydar · A Gürsoy · A Leblebi · A Peykoğlu · A Refet · A Rona · A Sporel · CT: Hunter | Turchia (bandiera) |